# Яньчуань
Яньчуа́нь (кит. упр. 延川, пиньинь Yánchuān) — уезд городского округа Яньань провинции Шэньси (КНР). Название происходит от реки Яньшуй.

## История
В эпоху Чжоу эти места были зоной миграции чжоусцев, а затем здесь поселились ди. В эпоху Вёсен и Осеней эти места вошли в состав царства Цзинь, а после того, как три семьи разделили Цзинь — оказались в составе царства Вэй. Впоследствии царство Вэй было завоёвано царством Цинь, создавшим в итоге первую в истории Китая централизованную империю. В империи Цинь эти места входили в состав уезда Гаону (高奴县).
После того, как Сян Юй сверг империю Цинь, он разделил земли современной провинции Шэньси между тремя своими соратниками, которых сделал князьями. Дун И стал Ди-ваном (翟王) и получил северные земли. Лю Бан, создав империю Хань, ликвидировал созданные Сян Юем княжества, и в этих местах вновь появился уезд Гаону. Во времена диктатуры Ван Мана он был переименован в Пинли, но при империи Восточная Хань уезду было возвращено прежнее название. В 189 году эти места были захвачены гуннами, и надолго перешли под власть кочевников.
Во второй половине IV века эти места вошли в состав государства Ранняя Цинь, объединившего почти весь северный Китай, а затем — в состав государства Поздняя Цинь. В 407 году гунны создали здесь государство Великое Ся. В 427 году эту территорию захватили войска Северной Вэй. При династии Западная Вэй был образован уезд Аньминь (安民县), а впоследствии западная часть уезда Аньминь была выделена в уезд Вэньань (文安县).
При империи Суй в 583 году уезд Вэньань был переименован в Яньчуань, а уезд Аньминь — в Цзивань (吉万县). В 607 году уезд Цзивань был присоединён к уезду Яньчуань. Когда в конце империи Суй в стране начались беспорядки, Лян Шиду создал в 617 году государство Лян (梁国) и признал себя вассалом тюркского Шибир-хана; на месте современного уезда Яньчуань была образована область Вэньчжоу (文州) государства Лян. Однако хотя государство Лян просуществовало почти 12 лет, область Вэньчжоу уже менее чем через год оказалась в составе китайской империи Тан. В юго-восточной части расформированной области Вэньчжоу были созданы уезды Аньминь, Сювэнь (修文县) и Санъюань (桑园县), а в северо-западной — Имэнь (义门县) и Чэнпин (城平县). В 621 году уезд Имэнь был расформирован, а его земли перешли под непосредственное управление властей области Цзичжоу (基州), которая в 622 году была переименована в Бэйцзи (北基州). В 628 году уезды Сювэнь и Санъюань были присоединены к уезду Аньминь, который при этом из-за практики табу на имена (чтобы избежать употребления входящего в личное имя императора Ли Шиминя иероглифа «минь») был переименован в Аньжэнь (安人县). В 634 году была расформирована область Бэйцзи, а вместо неё образован уезд Яньчуань. В 648 году уезд Аньжэнь был переименован в Хунфэн (弘风县), а в 705 году уезд Хунфэн был переименован в Яньшуй (延水县).
При империи Сун в 1075 году уезд Яньшуй был присоединён к уезду Яньчуань.
С 1935 года в этих местах появились войска коммунистов, которые начали создавать собственные органы управления. В январе 1935 года в западной части уезда Яньчуань ими был создан уезд Игуан (赤光县), а в феврале в восточной части уезда Яньчуань был образован уезд Яньшуй, при этом уезд Игуан был переименован в Яньчуань. Постепенно войска коммунистов заняли всю территорию изначального уезда, и в сентябре 1937 года уезд Яньшуй был присоединён к уезду Яньчуань, который теперь вновь существовал в исходных границах.
В 1950 году был создан Специальный район Суйдэ (绥德专区), и уезд вошёл в его состав. В 1955 году Специальный район Суйдэ был расформирован, и уезд перешёл в состав Специального района Яньань (延安专区). В 1958 году уезд Яньчуань был присоединён к уезду Яньчан, но в 1961 году был воссоздан. В 1969 году Специальный район Яньань был переименован в округ Яньань (延安地区). В 1996 году постановлением Госсовета КНР были расформированы округ Яньань и город Яньань, и образован городской округ Яньань.

## Административное деление
Уезд делится на 1 уличный комитет и 8 посёлков.